# Sebastián Lerdo de Tejada
 (mai 2012).
Si vous disposez d'ouvrages ou d'articles de référence ou si vous connaissez des sites web de qualité traitant du thème abordé ici, merci de compléter l'article en donnant les références utiles à sa vérifiabilité et en les liant à la section « Notes et références ».
Sebastián Lerdo de Tejada y Corral né le 24 avril 1823 à Veracruz, Mexique et mort le 21 avril 1889 à New York, États-Unis. Il est un juriste et un homme politique libéral, homme d'État puis président de la République, après des études de théologie au séminaire de Puebla il étudie le droit au Colegio de San Idelfonso, une institution qu'il dirigera plus tard à l'âge de 29 ans (1852-1863).

## Biographie
Il est un dirigeant politique libéral, partisan du Président Juárez. En 1857, il est ministre des Affaires étrangères durant trois mois sous la présidence d'Ignacio Comonfort. Il est ensuite président de la chambre des députés en 1861. Lors de l'intervention française et le règne de Maximilien, il reste loyal aux républicains et prend une part active à la résistance nationale. En août 1867, Lerdo publie la convocatoria (décret électoral), celui-ci recommande cinq amendements auxquels le peuple réagit négativement. Sebastián explique cependant chaque réforme de façon convaincante. Le problème vient plutôt à cause de la procédure des amendements et à cause de certaines concessions faites au clergé, mais pas à cause des propositions elles-mêmes. 
Lerdo devient ensuite ministre des Affaires étrangères et chef de cabinet. Il est alors en lutte constante avec la Cour suprême qu'il préside, mais Juárez, qui vient d'être élu président est déterminé à avoir Lerdo à ses côtés. Dans l'opposition, beaucoup se plaignent que Lerdo a trop de pouvoir politique, prétendant qu'il est « le cerveau diabolique du gouvernement ». Il est d'ailleurs difficile de dire si la politique gouvernementale est le fait de Juárez ou de Lerdo. L'opposition s'attaque à Lerdo sans relâche, elle l'appelle, « le jésuite, le mauvais génie du gouvernement, le Machiavel mexicain, le politicien du séminaire, le destructeur de la constitution, le favori du curé Juárez », et bien d'autres encore. Il provoque envie et ressentiment, mais il est aussi respecté et craint à cause de son influence sur Juárez et le gouvernement. En janvier 1871 Lerdo démissionne de son poste au cabinet. La raison évidente est qu'il se présente contre Juárez pour la présidence. Les trois candidats à l'élection sont Juárez, Porfirio Díaz et Lerdo. Les juaristes ont le soutien de l'armée fédérale et de l'administration. On s'attend à ce que les gouverneurs des États fassent montre de leur loyauté envers Juárez. Les Porfiristas sont soutenus par ceux qui sont mécontents et déçus de Juárez et Lerdo. Les Lerdistas sont plutôt des intellectuels, en particulier des juristes et des écrivains.

### Juárez réélu
Les Juaristes remportent l'élection et les Porfiristas se révoltent, prétendant qu'il y a eu fraude, mais les Lerdistas, pacifiques, acceptent la réélection de Juárez. Comme aucun des trois candidats n'a obtenu la majorité absolue, le Congrès doit se prononcer. Cependant, nombre de députés restent silencieux et refuseront de voter. Les Porfiristas, par le plan de La Noria, cherchent à renverser Juárez, et entament une révolte. Bien que Lerdo se soit retiré du cabinet, il continue à présider la Cour suprême. Aussi lorsque Juárez meurt le 18 juillet 1872, Lerdo en est le successeur constitutionnel et devient président par intérim du Mexique. Le 30 novembre 1872, il est élu Président pour quatre ans par le Congrès. En tant que président, Lerdo décide d'amnistier les Porfiristas de leurs crimes politiques, mais, en contrepartie, ils doivent se démettre de leurs rangs, titres, pensions et autres récompenses militaires. Peu à peu les partisans de Díaz acceptent cette offre, Díaz lui-même finit par y céder. Lerdo jouit alors de la confiance nationale : il a calmé les Juaristes et obtenu la reddition des Porfiristas. Il est alors au sommet de sa carrière. Le chemin de fer Mexico-Veracruz s'ouvre officiellement et Lerdo est acclamé par le peuple tout au long du trajet inaugural. Le pays est alors pacifié. Sebastián Lerdo s'aliène nombre de ses partisans en ne s'associant à aucun groupe politique. Il ne croit qu'en la loi et n'use de son influence pour quiconque ni aucun parti. Il ne fait aucun changement à la tête des ministères mis en place par Juárez. Il combine les fonctions de président et de premier ministre, se donnant ainsi la responsabilité ultime de l'exécutif. Les gouverneurs du centre du Mexique soutiennent son gouvernement, mais certains de ses ennemis le considèrent comme un tyran.

#### Ses réformes
La Cour Suprême se révèle être le principal obstacle à la présidence de Lerdo. José María Iglesias en est le président et la cause de bien des dissensions. Lorsque Lerdo est devenu président, Iglesias a été élu président de la Cour Suprême avec l'approbation de Lerdo, mais Iglesias a alors commencé à s'opposer à lui. Plus tard, en 1876 Iglesias se révolte, prétendant qu'il était illégal pour Lerdo de se présenter à sa réélection.
Il constitutionnalise les réformes : 
1. Église et État sont séparés ;
2. le mariage devient un contrat civil ;
3. les institutions religieuses ne peuvent détenir de propriétés qu'à des fins religieuses ;
4. les cours de justice n'utilisent plus la prestation de serment religieuse, mais la simple promesse de dire la vérité ;
5. aucune loi visant à réduire la « liberté de l'homme » ne peut être adoptée.

Les développements économiques de Lerdo sont le reflet d'un profond nationalisme. Des chemins de fer sont construits et les communications améliorées. Ses ennemis lui reprochent la lenteur des progrès, parlant de stagnation. Ils ne réalisent pas que la modernisation se doit d'être lente et qu'avec patience, coopération et les fonds nécessaires, elle a été mise en route. Des lignes télégraphiques sont créées, les routes améliorées et le gouvernement achète quatre navires pour les gardes-côtes. Il s'agit des débuts de la marine mexicaine. Au moment de la révolution en 1876, lorsque Lerdo abandonne son mandat, trois chemins de fer majeurs sont construits et opérationnels. La révolution Porfirista interrompra le progrès, allant même jusqu'à démolir certaines routes.

### La chute
Les Mexicains n'apprécièrent sans doute pas assez les libertés dont il disposaient sous Lerdo. Il avait promis la liberté de la presse et tenu sa parole avec un zèle aveugle. La presse fut pour une bonne part dans sa chute. Elle essaya constamment de discréditer, de ridiculiser et plus tard de détruire le gouvernement. L'échec de Lerdo est dû à plusieurs facteurs qui chacun pour soi aurait pu être considéré comme positif mais qui mis ensemble le firent chuter : Lerdo était inflexible et une volonté tenace ; il laissa les hommes de Juárez en place ; il n'offrit pas de postes gouvernementaux à ses partisans ; il s'en est tenu aux lois et les a toutes faites appliquer et à tous; et la presse abusa de la liberté qu'il lui offrait. Une autre raison incombe à son ministre de la guerre, Ignacio Mejía. Il est possible que volontairement il n'ait pas agi contre la révolte d'Oaxaca menée par les forces de Porfirio Diaz. L'évidence montre qu'il fut coupable de défection passive, ce qui fut un coup majeur porté à Lerdo, le principal ayant été porté par Iglesias.
Lerdo quitte Mexico avec son cabinet et quelques partisans. Il passera le reste de sa vie (13 ans) à New York en exil volontaire. Il apprit l'anglais seul et ouvrit un cabinet juridique. Sebastián Lerdo de Tejada meurt le 21 avril 1889. Son corps est envoyé à Mexico où il est enterré au cimetière de Dolores dans la Rotonde des Personnes illustres.